# Wojciech Tomasik
Wojciech Tomasik (ur. 14 października 1955 w Białymstoku) – polski historyk i teoretyk literatury.
W latach 1975–1979 studiował polonistykę w Wyższej Szkole Pedagogicznej w Bydgoszczy (obecnie Uniwersytet Kazimierza Wielkiego). Po ukończeniu studiów podjął tamże pracę w Zakładzie Filologii Polskiej. Rozprawę doktorską przedstawił w 1985 w Instytucie Badań Literackich PAN, a w 1993 uzyskał tamże habilitację. Od 1994 zajmował w WSP w Bydgoszczy stanowisko profesora zwyczajnego, zaś w 2000 otrzymał tytuł naukowy profesora. W 1999 wszedł w skład Rady Naukowej IBL PAN. Po przekształceniu WSP w Akademię Bydgoską był jej prorektorem ds. organizacji i rozwoju oraz członkiem senatu.
Zajmował się głównie literaturą okresu socrealizmu, zarówno z perspektywy historyczno-, jak i teoretycznoliterackiej. Publikował m.in. w czasopismach „Ruch Literacki”, „Pamiętnik Literacki”, „Teksty Drugie”, „Kwartalnik Artystyczny”. Wchodził w skład redakcji pism „Konfiguracje”, „Blok”, „Dyskurs”.